# Hipparchiscus
Hipparchiscus là một chi bướm đêm thuộc họ Geometridae.